# Joseph Rouletabille

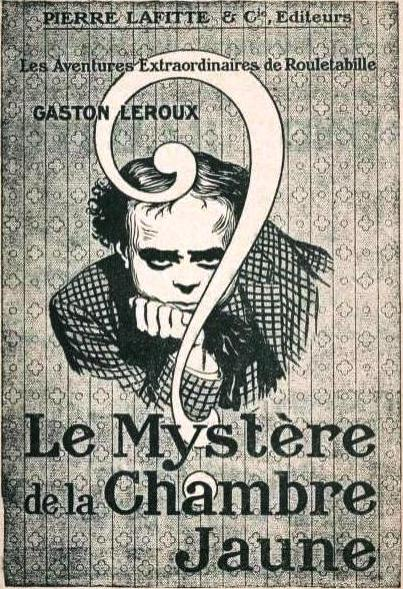
Publicidad para El misterio del cuarto amarillo.

Joseph Rouletabille es un personaje ficticio creado por el escritor y periodista francés Gastón Leroux (1868-1927). Rouletabille es un periodista y detective aficionado que aparece en varias novelas y otras obras, presentado a menudo como un pensador más capaz que la policía.
Rouletabille (literalmente roule ta bille, o «rueda tu bolita») es una frase del argot francés para referirse a un «trotamundos», alguien que ha viajado por el mundo y lo ha visto todo. El significado fue expandido posteriormente al de una persona de cabeza fría, imperturbable o tranquila.

## Características generales
Apareció por primera vez en la novela El misterio del cuarto amarillo (1907), en la cual se presenta como un joven reportero de 18 años que tiene habilidades detectivescas muy buenas y que cambia muy rápido de humor. Trabaja en el diario L'Époque de Francia. Su nombre real no es Rouletabille, sino que éste se lo ponen sus compañeros de trabajo como apodo. El nombre que Joseph presenta como su verdadero nombre, es Joseph Josephin.
Una adaptación de las aventuras de Rouletabille al cómic fue realizada por el dibujante belga Bernard Swysen sobre un guion adaptado por el autor belga André-Paul Duchâteau.
Sus aventuras han dado lugar a numerosas adaptaciones cinematográficas. En una versión de 2003 de El misterio del cuarto amarillo dirigida por Bruno Podalydès, el joven periodista es interpretado por Denis Podalydès.
Rouletabille prefiguró el personaje de Isidore Beautrelet en L'Aiguille creuse (1909), una aventura de Arsène Lupin creada por Maurice Leblanc. Nacido mucho más tarde, en 1929, el personaje de Tintín comparte varios rasgos con el Rouletabille (es muy joven, periodista, pequeño, prodigiosamente inteligente, invulnerable, etc.).

## Libros
1. El misterio del cuarto amarillo (Le mystère de la chambre jaune, 1908)
2. El perfume de la dama de negro (Le parfum de la dame en noir, 1908)
3. Rouletabille en el palacio del zar (Rouletabille chez le tsar, 1913)
4. Rouletabille en el castillo negro (Rouletabille à la guerre: Le château noir, 1916)
5. La extraña boda de Rouletabille (Rouletabille à la guerre: Les étranges noces de Rouletabille, 1916)
6. Rouletabille en la casa Krupp (Rouletabille chez Krupp, 1920)
7. El crimen de Rouletabille (Le crime de Rouletabille, 1922)
8. Rouletabille en Bohemia (Rouletabille chez les Bohémiens, 1923)